# Lepadella tyleri
Lepadella tyleri är en hjuldjursart som beskrevs av Koste och Russell J.Shiel 1987. Lepadella tyleri ingår i släktet Lepadella och familjen Lepadellidae. Inga underarter finns listade i Catalogue of Life.